# Vas-hegy

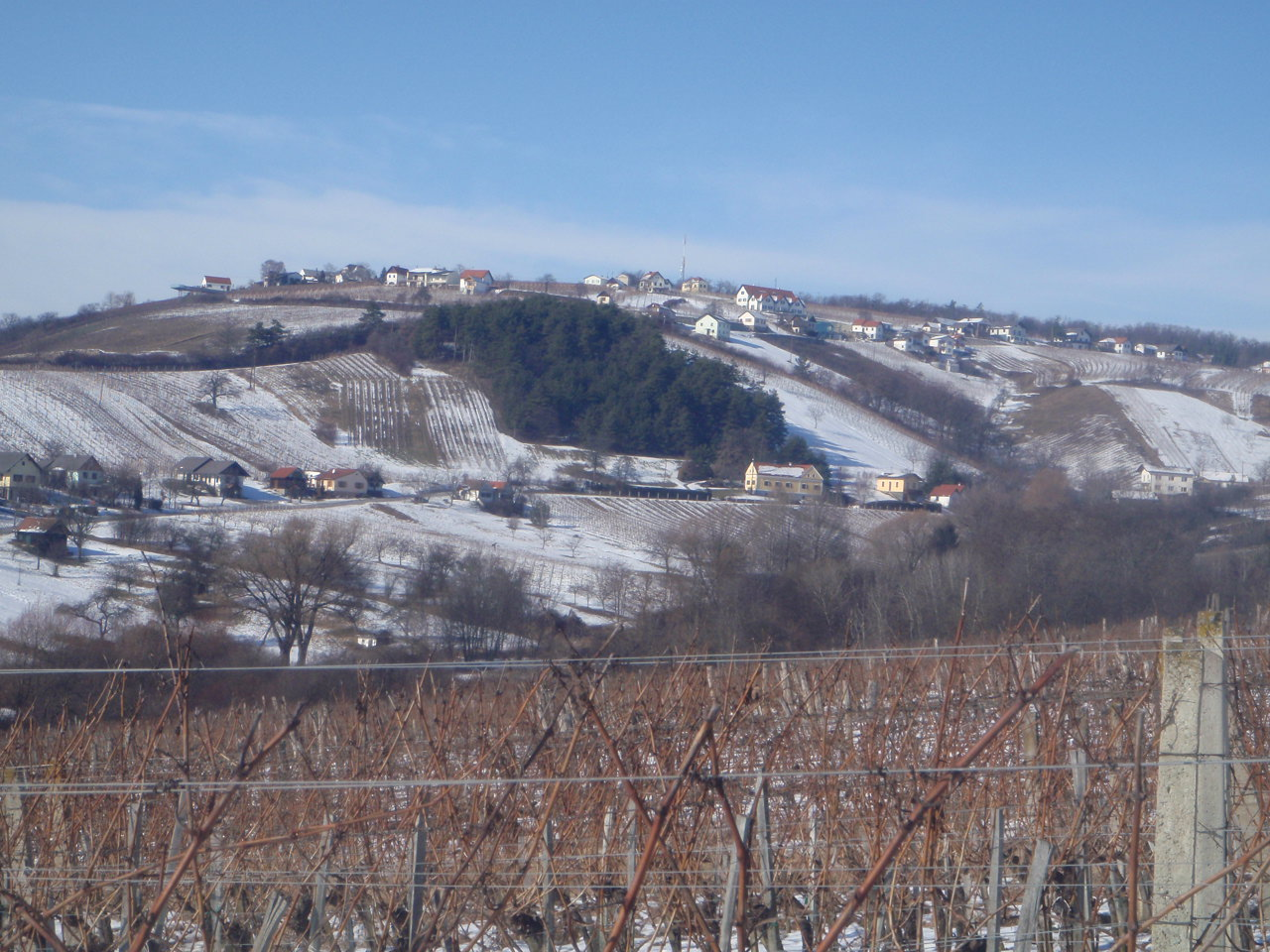
Kilátás Csejke felé Vaskeresztesről

A Vas-hegy (németül: Eisenberg) Magyarország és Ausztria területén, Vas vármegye nyugati szélén, elhelyezkedő alacsony magasságú hegység. A hegyet a Pinka folyó szurdoka vágja ketté. A hegység anyagát már a Római Birodalom idején bányászták és temetkeztek is ide, majd szőlőtermesztéséről és boráról vált ismertté. Ma a Soproni borvidék része. A trianoni békeszerződés a hegyet két ország területére vágta szét. A rendszerváltást követően, a hagyományokat még inkább újjáélesztve, az infrastruktúrája jelentősen fejlődött, majd a schengeni egyezményhez való csatlakozással a hegy egysége helyre állt, a határok immár nem megosztják, hanem összekötik. Jelentős számú népi építészeti emlék található itt: pincék, kápolna, halomsírok.

## Fekvése
A Vas-hegy Szombathelytől nyugatra, a Pinka folyó mentén található. Közúton a 89-es főútról Narda felé letérve, vagy Pornóapátitól észak felé fordulva közelíthető meg, mindkét irányból a 8714-es úton.
A hegyet igazgatásilag birtokló négy község felől egyaránt elérhető: Csejke (Eisenberg an der Pinka) és Vaskeresztes között 2007-ben újjáépült a közúti kapcsolat, Felsőcsatár és Pinkaóvár (Burg) felől pedig szintén jó minőségű utakon lehet feljutni.

## Földrajz
A Vas-hegy kialakulásában a gyűrődés és vulkanizmus játszott szerepet. A legősibb képződménye a devonkori dolomit és mészkő. Az utóbbi elsősorban Vaskeresztes területén fordul elő mészfillitbe belegyűrt mészkőrögök képében. Az ásványok ritkán fordulnak elő, mint a citrin, olivin, magnetit. A földkori középkor során keletkezett a Kőszegi-hegységgel rokon kristálypala. A Vas-hegyet, illetve annak gyűrt, pikkelyes szerkezetű kőzettömegét a kelet-alpi takarórendszer elszakadt rögeként kell tekinteni. A harmadkorban keletkezett kavicstakaró a 300 m körüli magasságban helyezkedik el.

### Vízrajz
A 696 km²-es vízgyűjtőjű Pinka Felsőcsatárnál mély, szakadékos szurdokban töri át a hegyet. A legnagyobb árvizet 1965. április 22-én mérték.

### Talaj
A terület kalcium-karbonát-mentes, gyengén cementált kvarckavicsból áll. A feltöltött síkságon réti anyagok, öntéstalajok az uralkodók, egyben a legtermékenyebb területek. Másutt a homok és vályog alapkőzeten pszeudoglejes barna erdőtalaj alakult ki.

### Éghajlat
A terület klímája erősen szubalpin-szubatlanti hatás alatt áll. A nyár inkább hűvös és csapadékos, a tél enyhébb. A csapadék éves mennyisége átlag 750 mm. Az évi átlaghőmérséklet 9,6 °C, a januári középhőmérséklet -0,9 °C, a júliusi pedig 19,8 °C.

### Flóra
A Vas-hegy növényvilágának kutatását Borbás Vince alapozta meg, majd Gáyer Gyula, Jeanplong József, Pócs Tamás, Tallós Pál, Vida Gábor, Gottfield Traxler, Kovács J. Attila, Vidéki Róbert, Király Angéla, és a közelmúltban Király Gergely, Kun András és Szmorad Ferenc gyarapította. Növényföldrajzi szempontból a pannonicum flóratartomány részeként a kelet-alpi (Noricum) flóravidékkel szomszédos, Alpokalja (Praenoricum flóravidék) vasi flórajárásába (Castriferreicum) sorolják. A növényvilág a sok évszázados gazdálkodás nyomait viseli magán: a völgyekben szántókat, a vízfolyások mellett és a szurdokban kaszálókat, a hegyvidéken szőlőket és gyümölcsösöket találunk.  A terület jó része ma is erdős. A korábbi szubmontán bükkösök visszaszorultak; ma a gyertyános-tölgyeseket sarjerdők és elegyes fenyvesek egészítik ki hegyi juharral és vadcseresznyével. A védett fajok közül elvétve előfordul:
- svájci csipkeharaszt,
- fekete fodorka,
- kisvirágú hunyor,
- erdei tündérfürt,
- hegyi gamandor,
- erdei varjúköröm,
- epergyöngyike.[4]

A hegyen több évszázados hagyománya van a bortermelésnek — főleg kékfrankost, zweigeltet és pinot noirt töltenek hordókba. Az újjáéledő családi gazdaságok mellett Vaskeresztesen palackozó és feldolgozó üzem, valamint pálinkafőzde is működik. Osztrák oldalon korszerű vinotékák kialakításával megmaradt a családi gazdálkodás és borkimérés.

### Fauna
A nagyvadak közül a szarvasfélék, a dámvad, a vaddisznó a jellegzetes. Az apróvadak közül a vörös róka, a nyuszt, a menyét, a hörcsög, a borz, a Pinka mentén a pézsmapocok, ritkábban a vidra is feltűnik. A folyóban halban gazdag, amelyet a Vaskeresztesen kialakított sebes pisztrángos mindinkább erősít. A vízben él még márna, fejes domolykó, vörösszárnyú keszeg, törpeharcsa, békák, csigák.

## Látnivalók

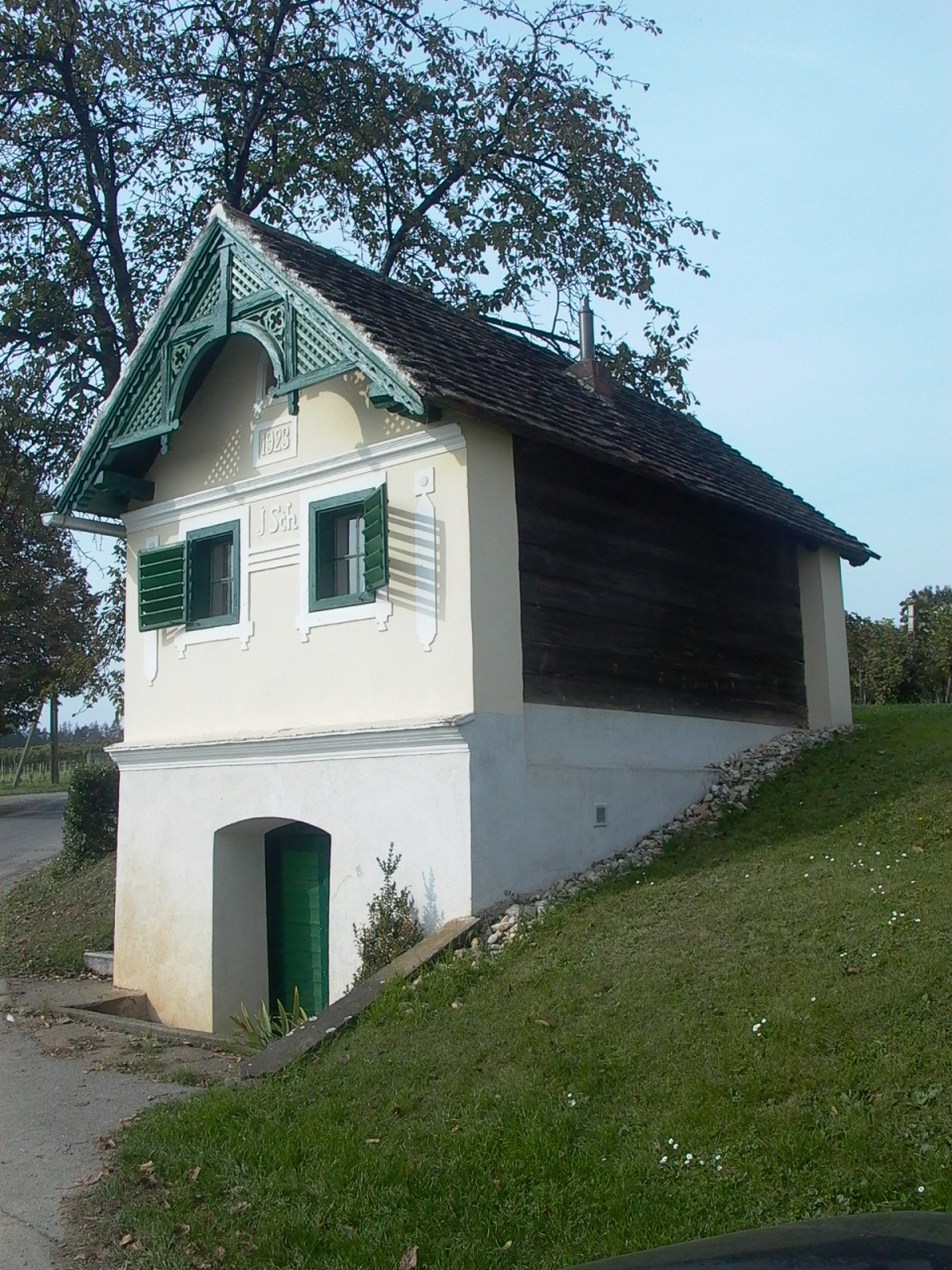
Pince Csejkén

- Halomsírok Felsőcsatár feletti hegytetőn
- Pinkaszurdok és a felsőcsatári Pinka szakaszon lévő malom a 16. században épült, 1927-től villamos áramot termelt
- Vaskeresztesen van a Sporthorgász Egyesületek Vas megyei Szövetsége székhelye[5]
- Vaskeresztesen található egy pisztrángos a Pinkán[6]
- Szűz Mária kápolna középkori eredetű.  Felsőcsatár áll, felújított műemlék épület.
- Szombathely Megyei Jogú Város Gyermeküdülője Felsőcsatáron, festői környezetben
- Több száz pince Csejke, Felsőcsatár és Vaskeresztes község területén, melyek jelentős része helyileg védett.
- Buschenschank-nak nevezik a helyi termelői borkimérő helyeket, pincéket.
- Vasfüggöny múzeum Felsőcsatáron, ahol bárki bepillanthat a határőrizet egykori rendszerébe.
- Weinidylle Natúrpark az osztrák oldal falvainak idegenforgalmi fejlesztéseit összefogó szervezet programokkal és ismertetőkkel várja a turistákat[7]
- Vas-hegy kerékpárút kapcsolatot teremtve az Őrség és a Kőszegi-hegység között mutatja be a környék látnivalóit.
- Pinkaóvár: Árpád-kori várának maradványai a Pinka kanyarulatában találhatók.
- Pinkaóváron az egykori bányatóból alakítottak ki a magyarok körében is kedvelt strandot.

## Galéria

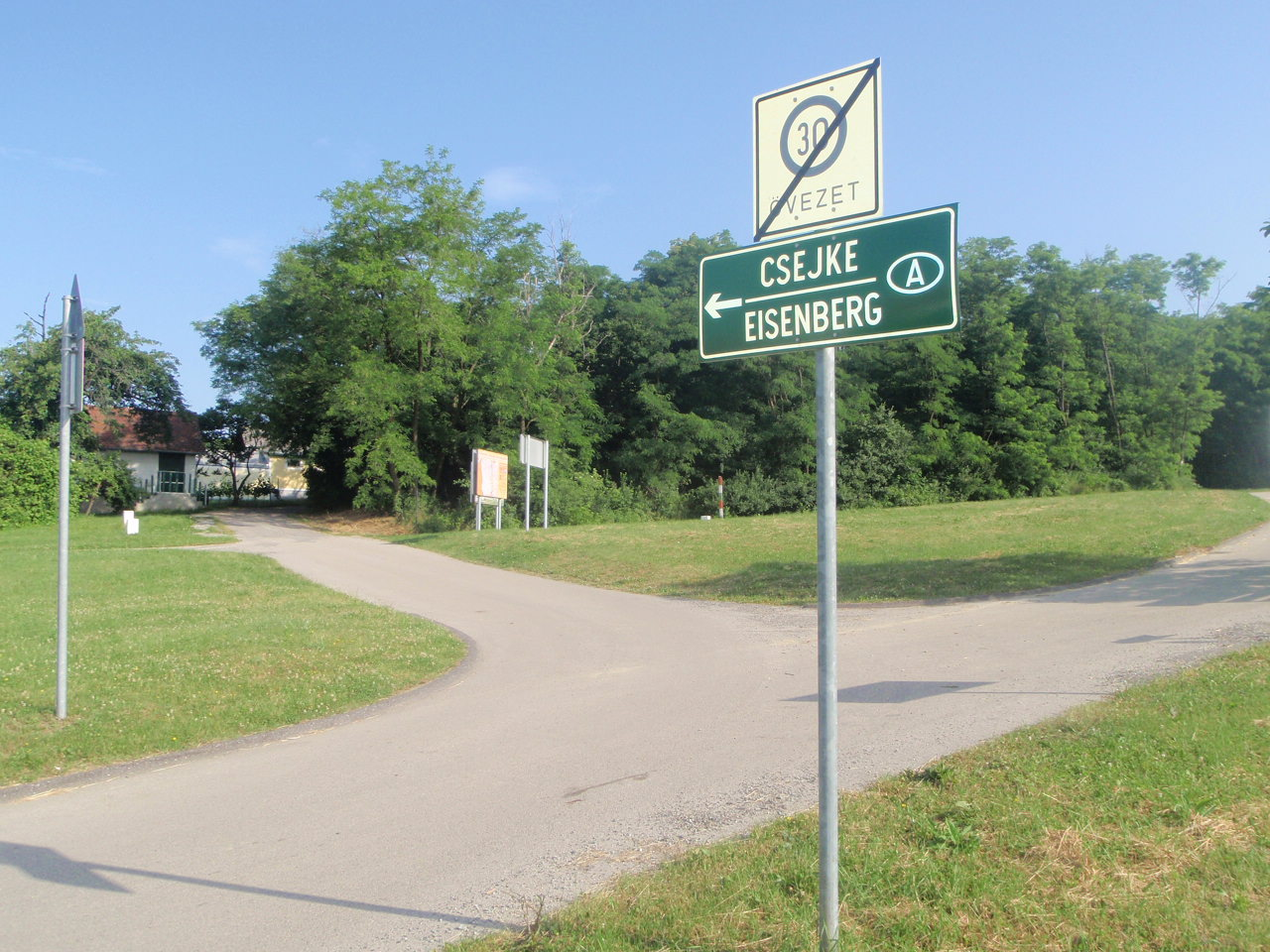
Átjárás Csejke felé
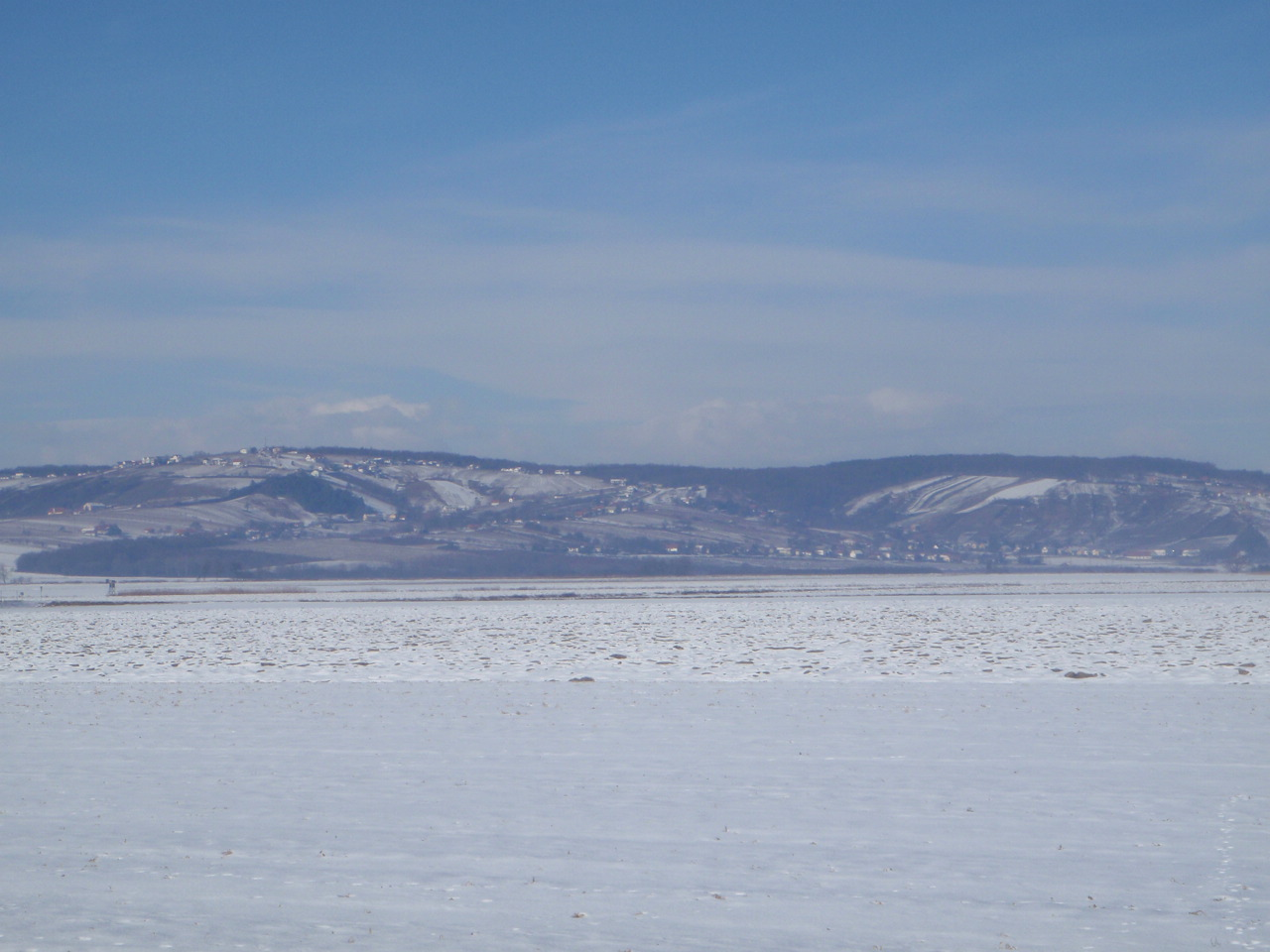
Vas-hegy télen
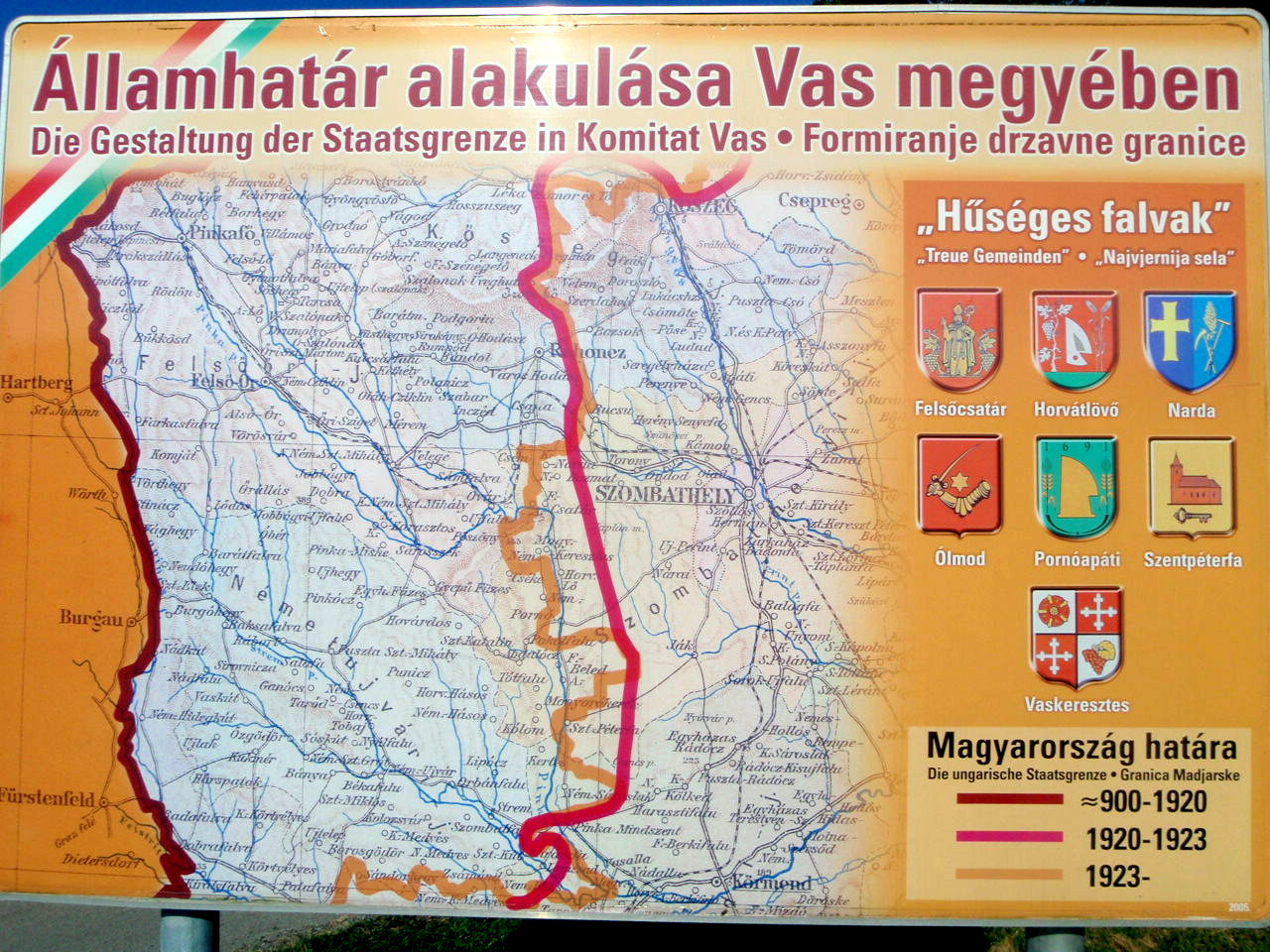
Emléktábla a hegyen az 1922-23-as határváltozásokról